# Antoni Scheur

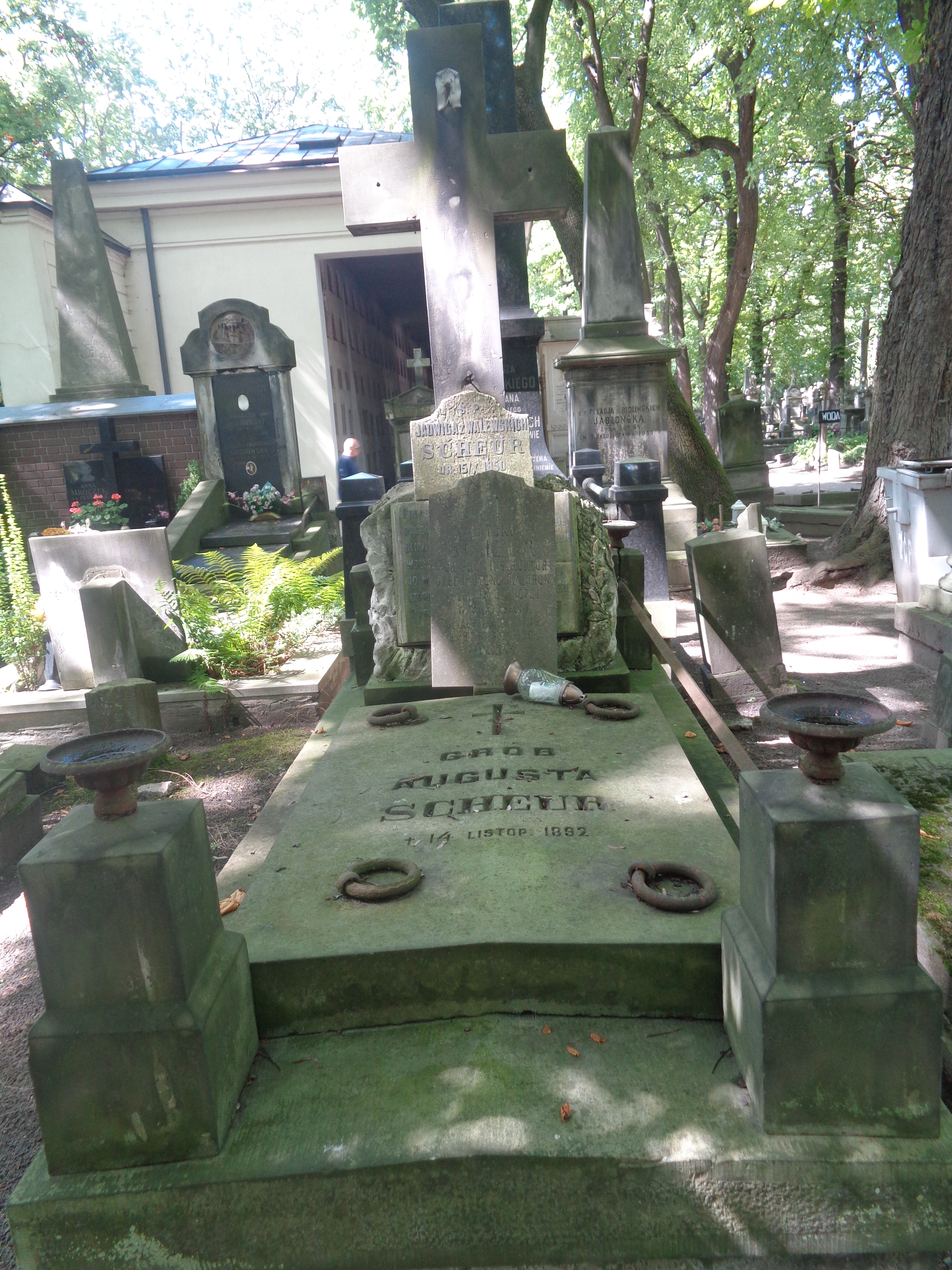
Grób Antoniego Scheura na Cmentarzu Powązkowskim w Warszawie

Antoni Scheur (ur. 11 marca 1896 w Gucinie, zm. 29 września 1920) – polski podchorąży pilot, autor pamiętnika oraz listów.

## Życiorys
Urodził się 11 marca 1896 r. w Gucinie w powiecie ostrołęckim jako czwarte z pięciorga dzieci Jana Scheura i Marii z Włodarkiewiczów. Po ukończeniu 7 klas gimnazjum Konopczyńskiego w Warszawie rozpoczął studia na Politechnice Warszawskiej, na wydziale budowy maszyn. W czasie I wojny światowej został powołany do armii rosyjskiej. Tuż po odzyskaniu przez Polskę niepodległości w 1918 r. rozpoczął służbę w polskim lotnictwie. W marcu 1920 r. ukończył z bardzo dobrym wynikiem Francuską Szkołę Pilotów w Bydgoszczy, zaś w lipcu 1920 – szkolenie w Wyższej Szkole Pilotów w Ławicy. W połowie lipca 1920 został przeniesiony do Dęblina, gdzie został dowódcą dywizjonu Caudronów. W sierpniu, w związku z sytuacją na froncie wojny polsko-bolszewickiej, wraz z całą szkołą lotniczą został ewakuowany do Bydgoszczy. 28 września 1920 r. Antoni odbywał lot szkoleniowy z jednym z uczniów. Lot zakończył się wypadkiem. Kolejnego dnia, 29 września nad ranem Antoni zmarł wskutek odniesionych obrażeń, nie odzyskawszy przytomności. Został pochowany w Bydgoszczy, natomiast w 1929 roku rodzina przeniosła szczątki na cmentarz Powązkowski w Warszawie w grobie rodzinnym Scheurów (kwatera 163, rząd 3, miejsce 4). Po wypadku odnaleziono jego pamiętniki i listy, które doczekały się trzech wydań (kolejno: 1921 1933 i 1947).